# Liste der Monuments historiques in Thillombois
Die Liste der Monuments historiques in Thillombois führt die Monuments historiques in der französischen Gemeinde Thillombois auf.

## Liste der Immobilien
| Bezeichnung            | Beschreibung                                             | Standort              | Kennzeichnung | Schutzstatus | Datum | Bild           |
| ---------------------- | -------------------------------------------------------- | --------------------- | ------------- | ------------ | ----- | -------------- |
| Château de Thillombois | Schloss, Ende des 19. Jahrhunderts, mit Kapelle und Park | Rue du Château (Lage) | PA00135418    | Inscrit      | 1995  | weitere Bilder |

## Liste der Objekte
| Bezeichnung                | Beschreibung                          | Standort                       | Kennzeichnung | Schutzstatus | Datum | Bild |
| -------------------------- | ------------------------------------- | ------------------------------ | ------------- | ------------ | ----- | ---- |
| Grabmal der Familie Gobert | Kalkstein, bezeichnet 1874            | auf dem Friedhof (Lage)        | PM55002404    | Inscrit      | 2001  |      |
| Skulptur Madonna mit Kind  | Holz, farbig gefasst, 16. Jahrhundert | in der Kirche St-Martin (Lage) | PM55001179    | Classé       | 1997  |      |